# Esben Hansen
Esben Hansen, né le 10 août 1981 à Nykøbing Falster au Danemark est un footballeur danois. Il évolue comme milieu défensif.

## Sélection nationale
Esben Hansen a connu son unique sélection en étant titulaire contre le Liechtenstein le 12 septembre 2007 lors d'un match qualificatif pour l'Euro 2008 remporté par les Danois (4-0).

## Palmarès
OB Odense
- Vainqueur de la Coupe du Danemark (1) : 2007